# Architettura greca arcaica

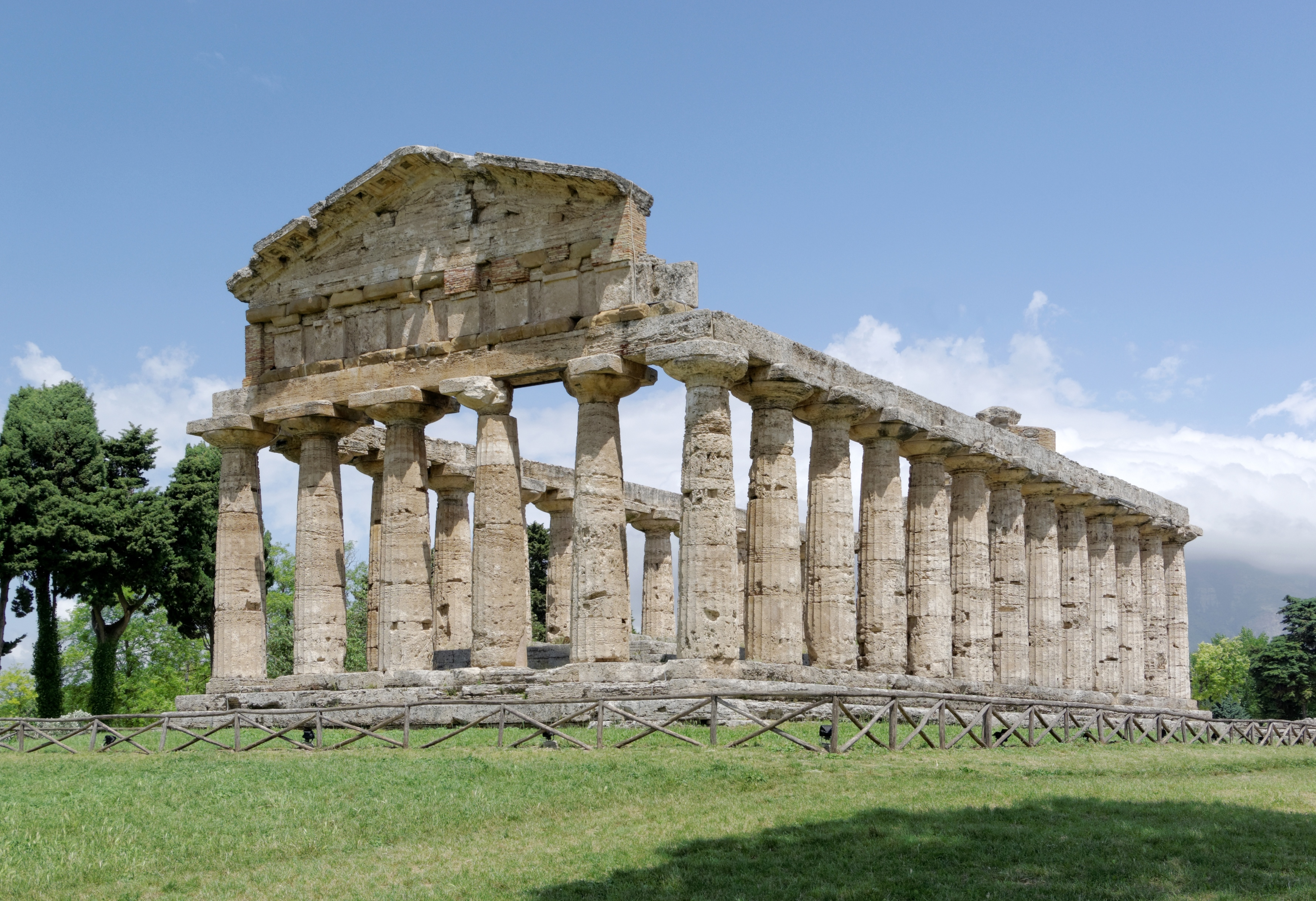
Tempio di Atena a Paestum

L'architettura greca arcaica viene in genere collocata dal VII secolo a.C. al 480 a.C., anno della distruzione persiana di Atene, momento dopo il quale l'arte greca raggiunse la fase del suo apogeo, cui si riserva la definizione di architettura greca classica. Rispetto alla precedente fioritura dell'architettura micenea (fino circa al 1300 a.C.) esiste un buco di alcuni secoli, quelli del cosiddetto Medioevo ellenico, nel corso del quale si colloca il convenzionale passaggio dall'età del bronzo all'età del ferro.
La ripresa dell'architettura nel tardo Medioevo ellenico, nel cosiddetto periodo dello stile geometrico (secoli X-VIII a.C.), si manifestò in un primo periodo con diverse differenze: invece di cittadelle sovrastate da un palazzo del sovrano vennero costituendosi insediamenti dal nuovo carattere urbano, o poleis, cui fra l'altro corrisposero forme rinnovate di architettura religiosa, con la comparsa dei primi sacrari, poi templi, contestualmente al definirsi di un pantheon di divinità olimpiche. Questi edifici avevano una struttura affine a quella del mégaron, come attestato dai resti di quello di Tirinto, ed erano costruiti con mattoni di argilla essiccata al sole con l'aggiunta di travi in legno strutturale come sostegno. A differenza dei palazzi minoici o micenei la copertura degli edifici sacri prevedeva un'orditura lignea a falde sensibilmente inclinate. Inoltre l'adozione di un peristilio di sostegni lignei - affinché la cella in materiali deperibili fosse protetta dalle sporgenti falde del tetto, ma anche per conferire maggiore solennità sacrale - si palesò in questo periodo ed ebbe una fondamentale importanza negli sviluppi dell'architettura greca templare arcaica.

## Templi lignei
L'edificio più antico conosciuto del mondo greco, scoperto nel 1981 a Lefkandi, in Eubea, rischiara in qualche misura le profonde oscurità ("The Dark Age") precedenti all'avvento del cosiddetto periodo arcaico. Si tratta di una grande costruzione fondata su uno zoccolo in pietra, sormontato da muri in mattoni crudi e circondato da un colonnato esterno in legno strutturale. L'edificio, lungo più di 40 m, fu utilizzato come sepoltura di un importante personaggio che subì il rito dell'incinerazione secondo modalità molto simili a quelle descritte da Omero, ed è databile verso il 950 a.C. Le pareti interne erano coperte da stucco, mentre il tetto di canne era sostenuto da pali.
Per trovare un tempio ligneo di cui siano rimaste tracce archeologiche si deve arrivare al 750 a.C. all'Heraion di Samo, dove il colonnato venne aggiunto attorno alla cella costruita circa cinquant'anni prima, per poi venire completamente sostituito all'inizio del VII secolo a.C.
Un nuovo progresso tecnico fu l'introduzione delle tegole in terracotta, introdotte a Corinto nel VII secolo a.C.: il loro peso fece sì che si abbassasse la pendenza delle falde (rispetto alle coperture in paglia) e che le colonne fossero costruite in pietra, oltre a un miglioramento nella tecnica di costruzione dei muri. Uno dei primi templi ad avere la copertura in tegole fu il tempio di Apollo a Thermos, edificato verso il 630 a.C., in un momento di transizione dal legno alla pietra: le colonne erano lignee (quindici sui lati lunghi e cinque su quelli corti, sostituite con colonne di pietra in eta ellenistica), e con le pareti in mattoni crudi reggevano la copertura coperta da tegoli. Al centro della cella si allineava un'altra fila di colonne (una caratteristica presto abbandonata per i templi successivi), mentre per la prima volta si incontra un portico posteriore (opistodomo). La trabeazione era lignea (e non venne mai sostituita), con abbondanti decorazioni in terracotta quali metope (80 cm per lato) e triglifi che preludevano ai futuri sviluppi dell'ordine dorico. Le metope, che erano fissate a un sostegno in mattoni crudi, sono pervenute ai giorni nostri e raffigurano immagini di Gorgoni e altre scene mitologiche; anticamente presentavano una policromia a colori vivaci. I triglifi erano pure in terracotta o in legno e servivano sia come decorazione che come protezione per le travi della trabeazione. Sulla gronda erano allineate file di maschere in terracotta, antenate delle antefisse.

## Templi dorici
Il primo ordine architettonico a costituirsi in forma distinta (lontano ancora dalla sintesi canonica definita fra età classica ed ellenistica), alquanto austero, fu quello dorico, definito nel VII secolo a.C.: colonna sensibilmente rastremata verso l'alto e scanalata, coronata da largo capitello a forma di braciere sormontato da abaco a tavoletta quadra, trabeazione piuttosto alta nei primi tempi, connotata dall'alterna cadenza di triglifi e metope, fronte a oriente, cella contenente la statua della divinità preceduta da un vestibolo o un atrio con colonne (il pronao), una sala dietro alla stanza della statua come camera del tesoro o dell'oracolo e il posteriore nicchione quadro dell'opistodomo, che in genere concludeva il naos simmetricamente rispetto al suo ingresso in antis; le ricche offerte conservate nell'opistodomo e nel pronao erano protette da cancellate metalliche; l'altare per i sacrifici di animali era situato davanti all'ingresso, per cui i fedeli lo guardavano dall'esterno e la sua forma esteriore doveva pertanto risultare esteticamente bella e interessante.
A partire da questi presupposti verso la metà del VII secolo i greci svilupparono una grande perizia nello scolpire la pietra sia per architettura che per scultura, e in un primo tempo gli elementi lapidei si adattarono alle forme di ciò che fino ad allora era stato in legno: per questo si parla anche di "carpenteria in pietra", secondo una tradizione interpretativa che risale a Vitruvio. Secondo altri studiosi invece gli elementi dello stile dorico non ricalcavano strutture funzionali già in legno, ma erano delle invenzioni puramente estetiche, che creavano particolari effetti monumentali. Un'altra questione aperta è il rapporto tra il nascente stile dorico e l'architettura dei templi egizi, altrettanto dotati di muratura e colonne (come il Tempio di Amon a Karnak costruito tra il XVII e l'XI secolo a.C.). L'ipotesi dipende anche dalla datazione dei primi templi dorici: se fossero stati costruiti con certezza dopo circa il 660 a.C. allora l'influenza egizia sarebbe più probabile per via dei contatti più stretti tra le due culture. Indizi sono anche la scultura monumentale greca arcaica, così rigida e frontalmente statica, come nelle figure egizie, e la simile tecnica di posa in opera e di levigatura delle pietre massicce tra la fine del VII e l'inizio del VI secolo.

### In Grecia

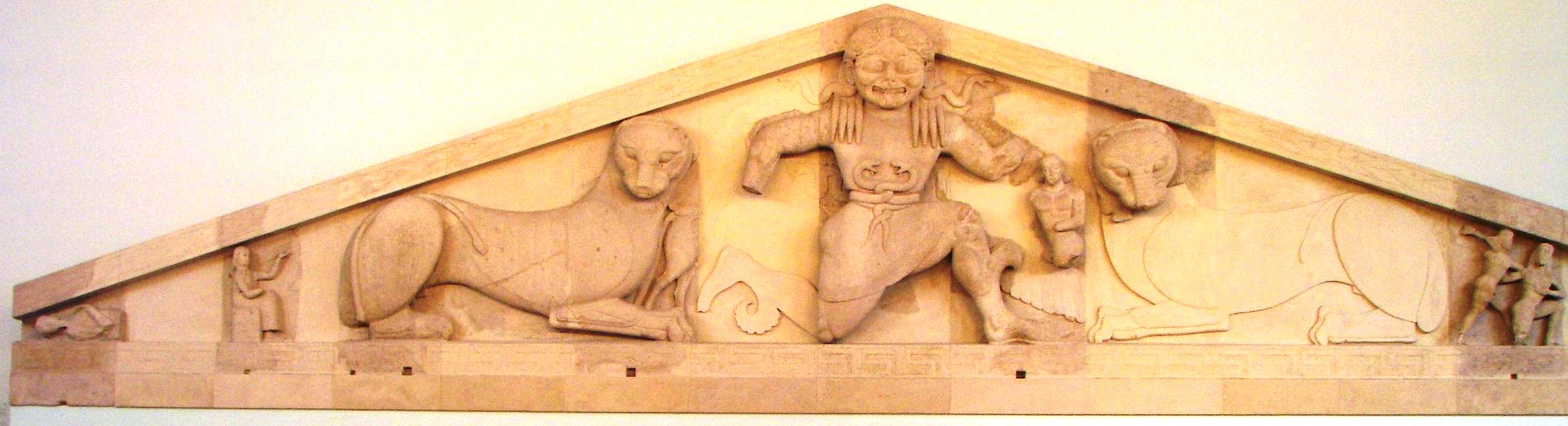
Il frontone del tempio di Artemide a Corfù

Uno dei primi templi circondati da colonne in pietra è il tempio di Artemide a Garitsa (Corfù), costruito tra il 590 e il 580 a.C. È anche il primo esempio conosciuto di frontone decorato da sculture: una Gorgone tra due pantere, atte a spaventare e scacciare gli spiriti maligni. Oggi il tempio è perduto e rimangono solo frammenti di sculture in calcare dipinto. Probabilmente vi erano già le colonne rastremate e scanalate, senza base e con bassi capitelli a cuscinetto, tipiche dell'ordine dorico, assieme al fregio alternato da metope e triglifi, con mutuli e guttae.
Di pochi anni posteriore è il tempio di Hera a Olimpia, costruito combinando pietra (calcare), muratura in laterizio e colonne lignee che dalla metà del VI secolo vennero gradualmente sostituite con colonne in pietra.

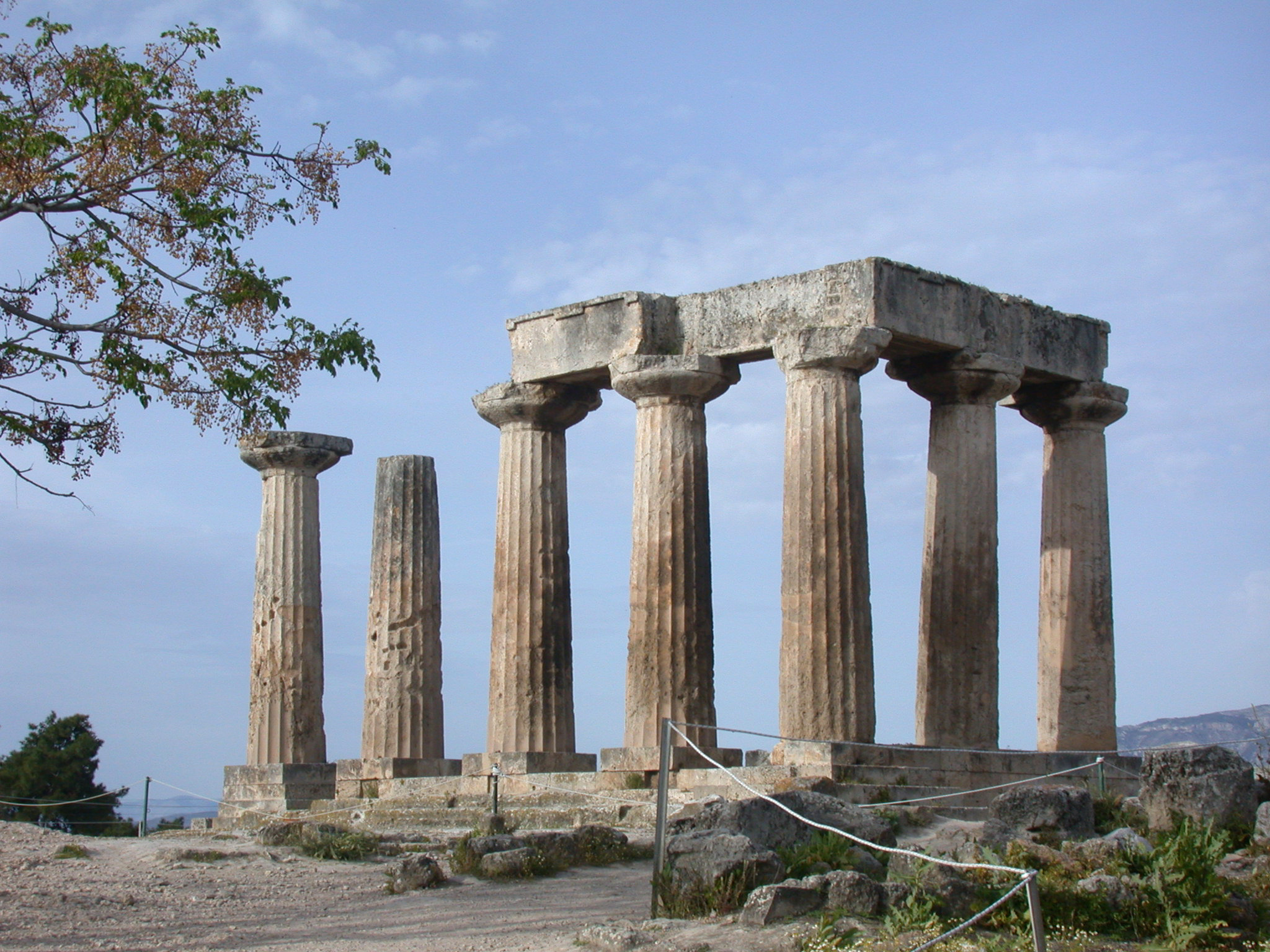
Le sette colonne superstiti del tempio di Apollo a Corinto

Il colonnato più antico che ci sia pervenuto in Grecia è rappresentato dalle sette colonne del tempio di Apollo a Corinto (circa 540 a.C.), in calcare originariamente rivestito di stucco bianco e alte circa 6,30 metri, dal solido aspetto massiccio dovuto alla marcata rastrematura. In questo tempio è stato anche riscontrato il più antico accorgimento ottico, costituito dal leggero rialzo nel centro delle lastre del pavimento. La conservazione fuori posto di un angolo della trabeazione permette di osservare come all'epoca fosse già stato risolto il problema dei triglifi d'angolo, assillo degli architetti che si avvalsero dell'ordine dorico.
Nell'Antico tempio di Atena Poliàs sull'Acropoli di Atene (metà del VI secolo a.C.), il tiranno Pisistrato (o chi sotto il suo governo) fece usare per la prima volta marmo proveniente dalle isole greche, il quale fu utilizzato per la prima volta documentata nella realizzazione di sculture a tutto tondo da inserire nel timpano: oltre al valore estetico documentano il passaggio tecnico dall'apparato statuario tutt'uno col frontone, a sculture realizzate indipendentemente e poi sistemate sul tempio. Marmo fu usato anche nella prevalenza degli elementi decorativi superiori e nelle tegole del tetto.
Forse fu una rivalità politica, tra Pisistrato e la famiglia ateniese esiliata degli Alcmeonidi, a far sì che questi ultimi decidessero di superare lo sfarzo del tempio di Atena Poliàs facendo costruire un tempio interamente in marmo, quello di Apollo a Delfi.

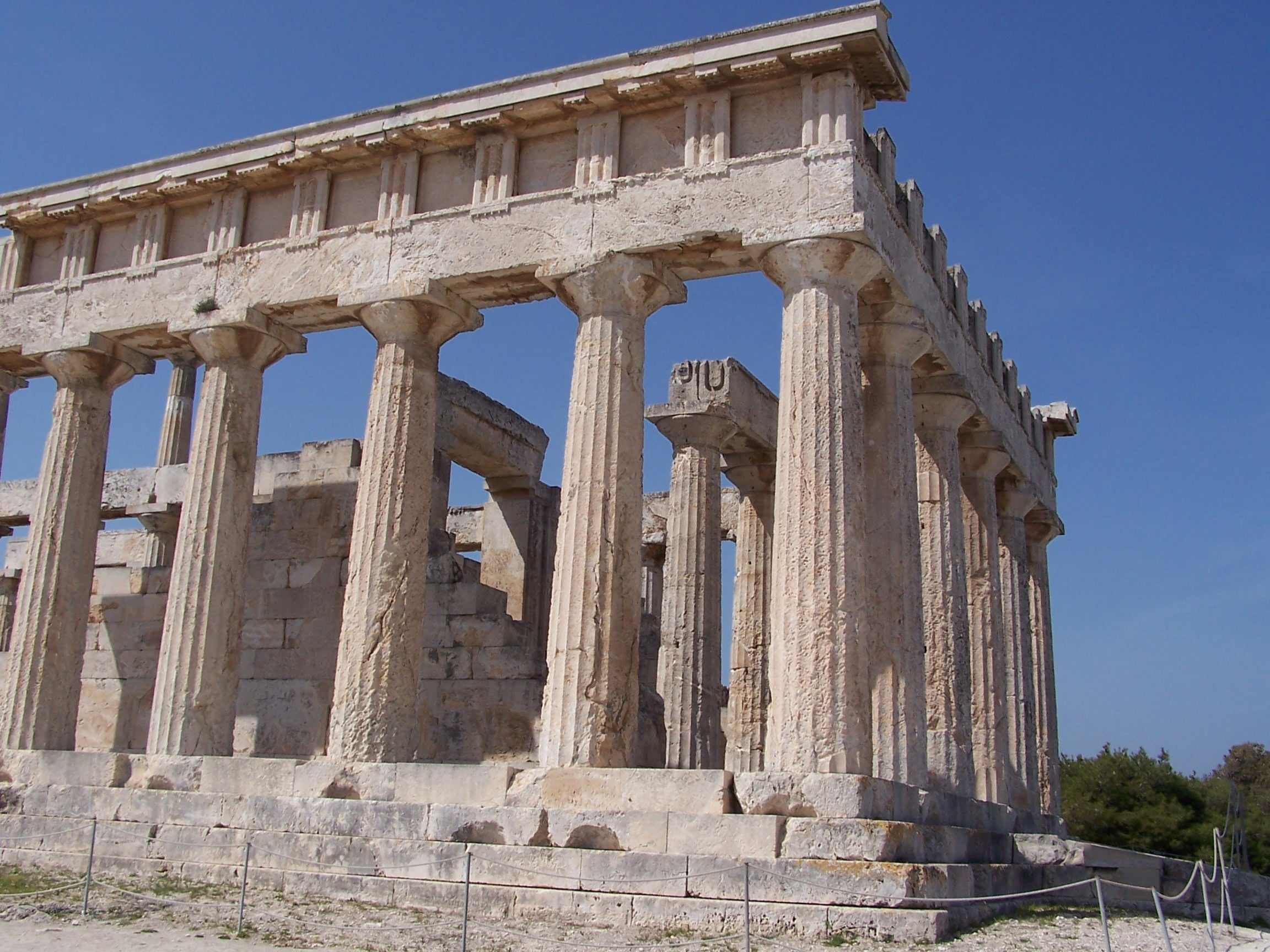
Il tempio di Afaia a Egina, facciata

Un importante esempio appena prima dell'era classica si trova a Egina (490-500 a.C.): il tempio di Afaia. Dedicato alla misteriosa divinità arcaica di Afaia (od Afea) e forse assimilabile a Artemide, fu posto sulla caverna della dea associata poi ad Atena, protettrice della caccia e della navigazione, e domina l'isola con affacci sul mare su due lati. Fu edificato con la pietra calcarea locale, rivestita da stucco fatto con polvere di marmo, poi dipinto a vivaci colori su uno sfondo bianco crema. Il timpano conteneva sculture con scene della guerra di Troia, il primo insieme di scultura templare che ci sia pervenuto, oggi a Monaco. Il frontone ovest fu decorato per primo verso il 490 a.C., con i guerrieri idealizzati in un sereno distacco, mentre il frontone orientale, di poco posteriore, presenta una più forte tensione muscolare nelle figure; in entrambi i casi Atena assiste impassibile alle scene in piedi al centro della raffigurazione. L'architettura è raffinatissima: dopo il tempio di Atena di Paestum, è il più antico esempio di porticato con le colonne tutte leggermente inclinate verso l'interno, con quelle d'angolo leggermente ispessite. Si tratta del tempio che più plausibilmente si pensa abbia fatto da modello per il Partenone.

### In Magna Grecia
Se in Grecia restano pochissimi esempi di templi dorici arcaici, dalle colonie della Magna Grecia ci sono pervenuti numerosi edifici sacri di grande pregio e in buono stato di conservazione.
A Siracusa, la più grande città del mondo greco nel VI secolo, fu realizzato il massiccio Tempio di Apollo (inizio VI secolo a.C.), dalle colonne ravvicinate e fortemente rastremate.
A Selinunte restano parti di un gruppo di templi dorici, quattro sull'acropoli e tre sul vicino altopiano.

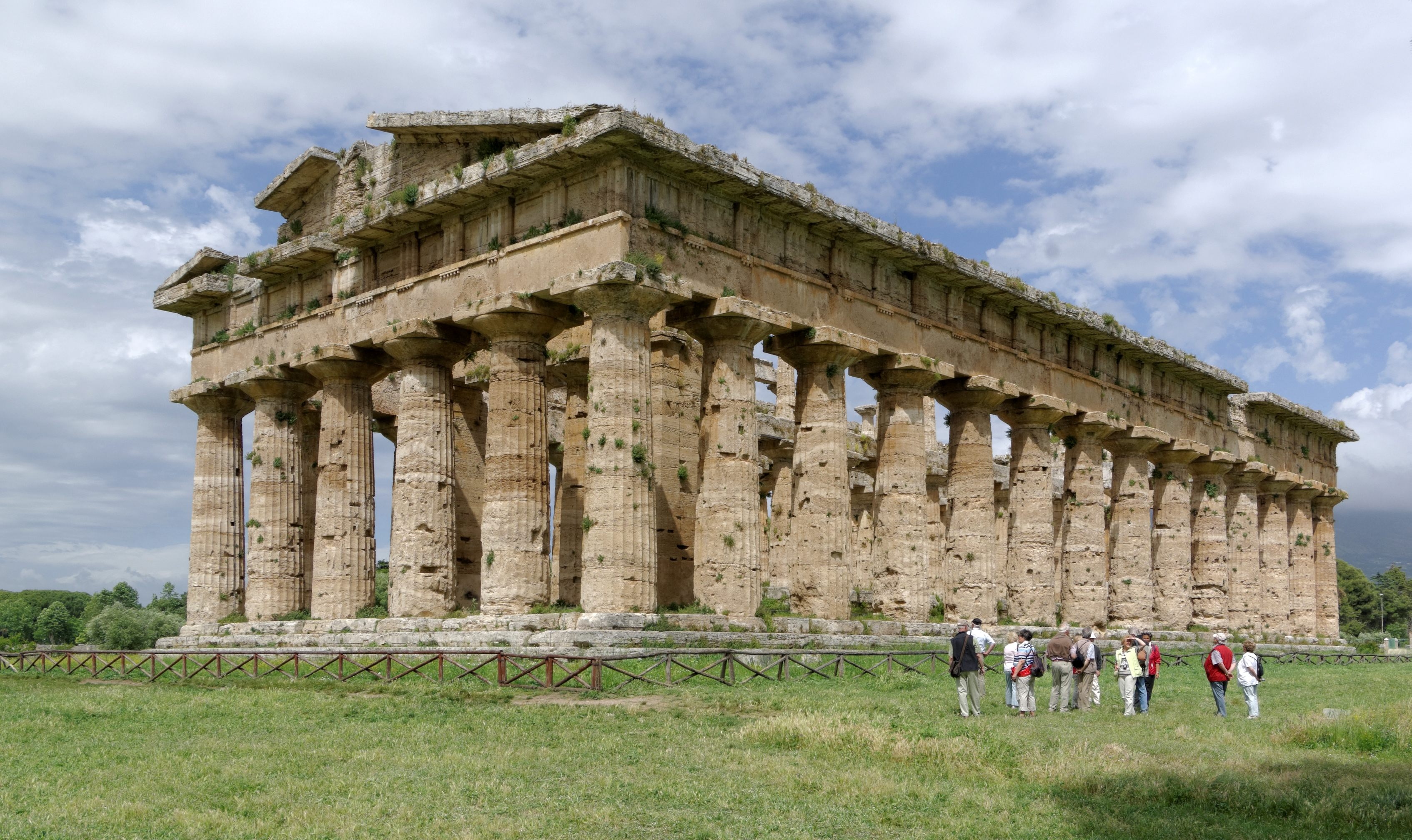
Il tempio di Hera (detto tempio di Nettuno) a Paestum

A Paestum (per i greci Poseidonia) restano tre maestosi templi: il primo tempio di Hera (il più antico, inizialmente ritenuto erroneamente una basilica civile romana), il secondo in ordine di tempo il Tempio di Atena (fine del VI secolo a.C., tradizionalmente ed erroneamente detto anche di Cerere), e il terzo il tempio di Hera II (475-470 a.C., detto anche di Nettuno o di Poseidone). Il meglio conservato è il secondo tempio di Hera che mostra ancora il colonnato interno della cella su due ordini. Le colonne dei templi di Atena e del più antico tempio di Hera hanno un fusto rigonfiato (entasi), tra i più sottolineati del mondo greco: queste colonne dai tozzi capitelli sembrano così "lamentarsi" del peso che sono costrette a sorreggere. Più che una soluzione di correzione ottica si pensa che tale marcata correzione fosse dovuta più semplicemente a un voluto effetto estetico, di pesantezza e radicamento alla terra. Il poroso travertino locale, oggi in vista, era un tempo coperto da stucco colorato. Il tempio di Atena era scenograficamente posto alla sommità di una leggera elevazione ed appare più slanciato a seguito di alcuni accorgimenti ottici: si tratta del più antico esempio conosciuto di colonne tutte leggermente inclinate verso l'interno, per ragioni prospettiche.
Ma il più imponente tempio dorico arcaico fu forse quello di Zeus Olimpio ad Agrigento, eretto verso il 500 a.C. e abbandonato incompiuto verso il 406 a.C. dopo il sacco di Agrigento da parte dei Cartaginesi. Le sue misure (52 x 108 m, con un basamento di cinque gradini su uno stilobate sopraelevato di 4,50 m sul livello del suolo) mostrano come fosse destinato a impressionare i visitatori. La pesante trabeazione non era sostenuta dalle colonne ma da semicolonne, affiancate, forse, da giganteschi telamoni alti circa 7,50 metri con le braccia alzate sopra la testa (la loro precisa collocazione nel tempio è controversa, forse su una sporgenza delle pareti a sostenere figuratamente la trabeazione).

## Templi ionici
Lo stile ionico si sviluppò nelle colonie sulla costa dell'Egeo in Anatolia e sulle isole orientali. La morbida grazia dell'ordine ionico è stata paragonata a una bellezza di tipo femminile, rispetto alla solida robustezza dell'ordine dorico. L'origine dello ionico è ancora incerta: alcuni prototipi di capitelli di forma rettangolare allungata sono stati trovati in Eolide, in Anatolia. Da un punto di vista funzionale il capitello allungato si prestava in maniera migliore a sostenere le travi disposte in maniera longitudinale. Altri possibili embrioni di stile ionico sono stati individuati in Palestina e a Cipro, anche se questa discendenza stilistica non è accettata da tutti gli studiosi.
In ogni caso riferimenti sicuri allo stile ionico si hanno dal 550 a.C. in due edifici andati distrutti: il terzo Tempio di Hera a Samo (circa 570 a.C.) e il vecchio tempio di Artemide a Efeso. Sono templi dipteri cioè circondati da un doppio colonnato sui quattro lati, indubitabilmente ispirati dai vasti atri con colonne egiziani. Anche l'allargamento dell'intercolumnio centrale presso l'ingresso occidentale è un retaggio egizio, mentre la decorazione guarda alle forme del Vicino Oriente.
Il tempio di Artemide ad Efeso, prima della celebre ricostruzione del 356 a.C. nella forma che fu una delle Sette meraviglie del mondo, fu un modello per tutta l'architettura ionica e non solo. Era completamente realizzato in marmo ed aveva snelle colonne poggianti su basi raffinatamente modanate; il corredo scultoreo rivestiva un primissimo piano, così come l'ornamento in generale rispetto alla solida struttura del tempio dorico. Il fregio con metope e triglifi venne sostituito da una serie di dentelli o piccoli dadi sotto la cornice (nello Ionico asiatico) o da una fascia continua riccamente ornata da bassorilievi continui (nell'Egeo occidentale).
Un altro edificio ionico di particolare ricchezza e fascino è il Tesoro dei Sifni a Delfi, un edificio costruito vicino al celebre santuario di Apollo dalla comunità dell'isola-stato di Sifanto nel 525 a.C. Ha un portico affiancato da due grandi cariatidi (caratteristica ripresa poi per l'Eretteo di Atene), che reggono sulla testa dei curiosi capitelli scolpiti con figure di uomini e leoni. Fregio e frontone sono ricchi di sculture ad altorilievo dipinte con colori vivaci.

## Thesauroi
Erano piccoli edifici che le più importanti città-stato erigevano nei santuari panellenici per conservarvi le offerte dei cittadini e della comunità urbana; recano l'impronta del paese d'origine e costituiscono la prova più appariscente della rivalità tra le poleis.